# Ла-Ла Ленд
«Ла-Ла Ленд» (англ. La La Land) — американський драмедійний фільм-мюзикл, знятий Дам'єном Шазелем. Світова прем'єра стрічки відбулась 31 серпня 2016 року на Венеційському міжнародному кінофестивалі, який вона відкривала, а в Україні — 12 січня 2017 року. Фільм розповідає історію кохання джазового піаніста та молодої акторки, які зустрічаються на шляху до власних мрій.
Назва стрічки посилається на прізвисько Лос-Анджелеса, а також є американським евфемізмом для позначення стану людини, відірваної від реальності.
Світові критики сприйняли фільм з оплесками і нарекли його одним із найкращих фільмів 2016 року. Рецензенти хвалили сценарій та режисерську роботу Дам'єна Шазеля, гру Раяна Гослінга та Емми Стоун, музику Джастіна Гурвіца, а також музичні номери. На 74-й церемонії вручення «Золотого Глобусу» «Ла-Ла Ленд» здобув перемогу в кожній категорії на яку був номінований, отримавши загалом 7 премій. Фільм отримав 14 номінацій на премію «Оскар», що є рекордом за її історію спільно з фільмами «Титанік» (1997) та «Все про Єву» (1950), і в результаті отримав 6 нагород: Найкращий режисер, Найкраща акторка, Найкращий оператор, Найкраща оригінальна музика, Найкраща пісня, Найкращий художник-постановник.

## У ролях
- Раян Гослінг — Себастьян
- Емма Стоун — Міа Долан
- Джонатан Сіммонс — Білл
- Фінн Віттрок — Грег
- Розмарі Девітт — сестра Себастьяна
- Джон Ледженд — Кіт
- Джейсон Фукс — Карло
- Джессіка Рот — Алексіс
- Соноя Мідзуно — Кейтлін
- Том Еверетт Скотт — Девід
- Каллі Ернандес — Трейсі
- Джош Пенс — Джош

## Український дубляж
Фільм дубльовано студією Pie Post Production на замовлення Ukrainian Film Distribution у 2017 році.
Переклад: Лідії Громовенко та Ольги Галайди

Режисер дубляжу: Лідія Громовенко

Звукорежисер: Віталій Ящук

Звукорежисер перезапису: Максим Пономарчук
| Персонаж  | Український дубляж   |
| --------- | -------------------- |
| Себастьян | Іван Розін           |
| Міа Долан | Катерина Брайковська |
| Білл      | Владислав Пупков     |
| Кіт       | Дмитро Гаврилов      |

А також Володимир Кокотунов, Катерина Коновалова, Катерина Сергеєва та інші.
прим.: пісні у фільмі в українському дубляжі субтитровані українською і звучать в оригіналі

## Виробництво
Дам'єн Шазель придумав сюжет «Ла-Ла Ленду» ще під час навчання в Гарварді, задовго до фільму «Одержимість» (2014). Разом з композитором Джастіном Гурвіцом, вони писали дипломну роботу, де розглядали варіант постановки малобюджетного мюзиклу про джазового музиканта з Бостона. Проєкт називався «Гай і Мадлен у парку на лавочці». Коли обидва закінчили навчання в університеті, то переїхали до Лос-Анджелесу, де вони продовжували розробляти власну та сучасну версію класичного мюзикла. Дію в майбутньому фільмі теж перенесли до Лос-Анджелесу. Врешті Шазель познайомився з продюсерами Фредом Бергером та Джорданом Горовіцом, які були родом з Нью-Йорка. Вони повірили у фільм і сценарій опинився на студії Focus — у підрозділі Universal, де займались дешевшими стрічками. Бюджет майбутнього мюзиклу нараховував всього 1 млн дол. Студія вимагала змінити джаз-музиканта на рок-музиканта, позбутись занадто складного номера на початку та переписати фінал, але режисер стрічки виступав проти. Пізніше студія Focus виставила сценарій на продаж.
Після провалу зі студією Focus, Шазель зняв спершу коротку версію, а потім і повний фільм «Одержимість» (2014), що розказує історію з життя режисера. «Одержимість» (2014) отримала 3 премії «Оскар» (Найкращий монтаж, Найкращий звук, Найкраща чоловіча роль другого плану) і до Дам'єн Шазеля прийшов успіх. В інтерв'ю, що присвячені релізу фільму, він вже розказував про свій майбутній проєкт — сучасний мюзикл «Ла-Ла Ленд».
Про «Ла-Ла Ленд» стало відомо 5 червня 2014 року, коли на головні ролі розглядалися Майлз Теллер і Емма Вотсон, проте невдовзі обидва артисти залишили проєкт. 30 квітня 2015 року на заміну їм прийшли Раян Гослінг і Емма Стоун.

### Знімання

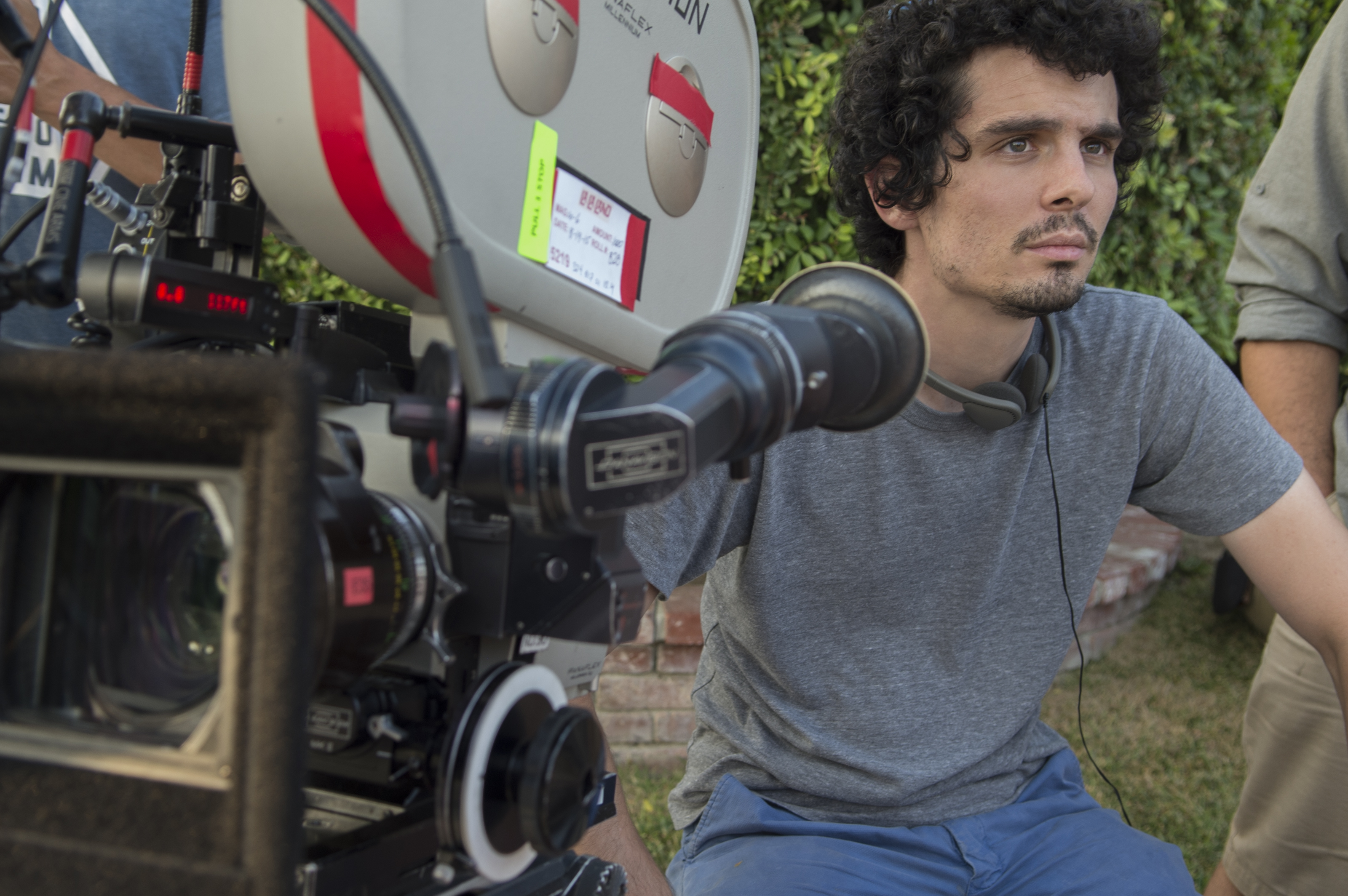
Режисер Дам'єн Шазель на знімальному майданчику «Ла-Ла-Ленду»

У Дам'єна Шазеля пішло 6 років на те, щоб втілити «Ла-Ла-Ленд» у життя.
«Ми переробляли його протягом року. За цей час ти пробуєш різні варіанти і стаєш дійсно помішаним з тим, що ніяк не спрацьовує і намагаєшся це виправити».
Знімання фільму почали 10 серпня 2015 року в Лос-Анджелесі. Головні актори Раян Гослінг та Емма Стоун мали 3 місяці для підготовки до участі у стрічці. Пізніше в інтерв'ю вони розповідали, що 3 місяці — це «нечувана щедрість для акторів у Голлівуді». Р. Гослінг вчився грати на фортепіано, щоб виконувати музичні партії без дублера, а Емма Стоун тренувалась у танцях. Кожну п'ятницю режисер влаштовував для знімальної групи сеанси фільмів — від «Шербурзьких парасольок» до «Ночей в стилі бугі», які допомагали команді відчути атмосферу майбутнього фільму.
Затвердивши головних акторів, Дам'єн Шазель трохи змінив сценарій. Спершу головні герої були зовсім молодими, вони тільки приїхали до Лос-Анджелесу. Джастін Гурвіц переписував пісні, іноді роблячи 30 різних версій, перш ніж номер влаштовував режисера.

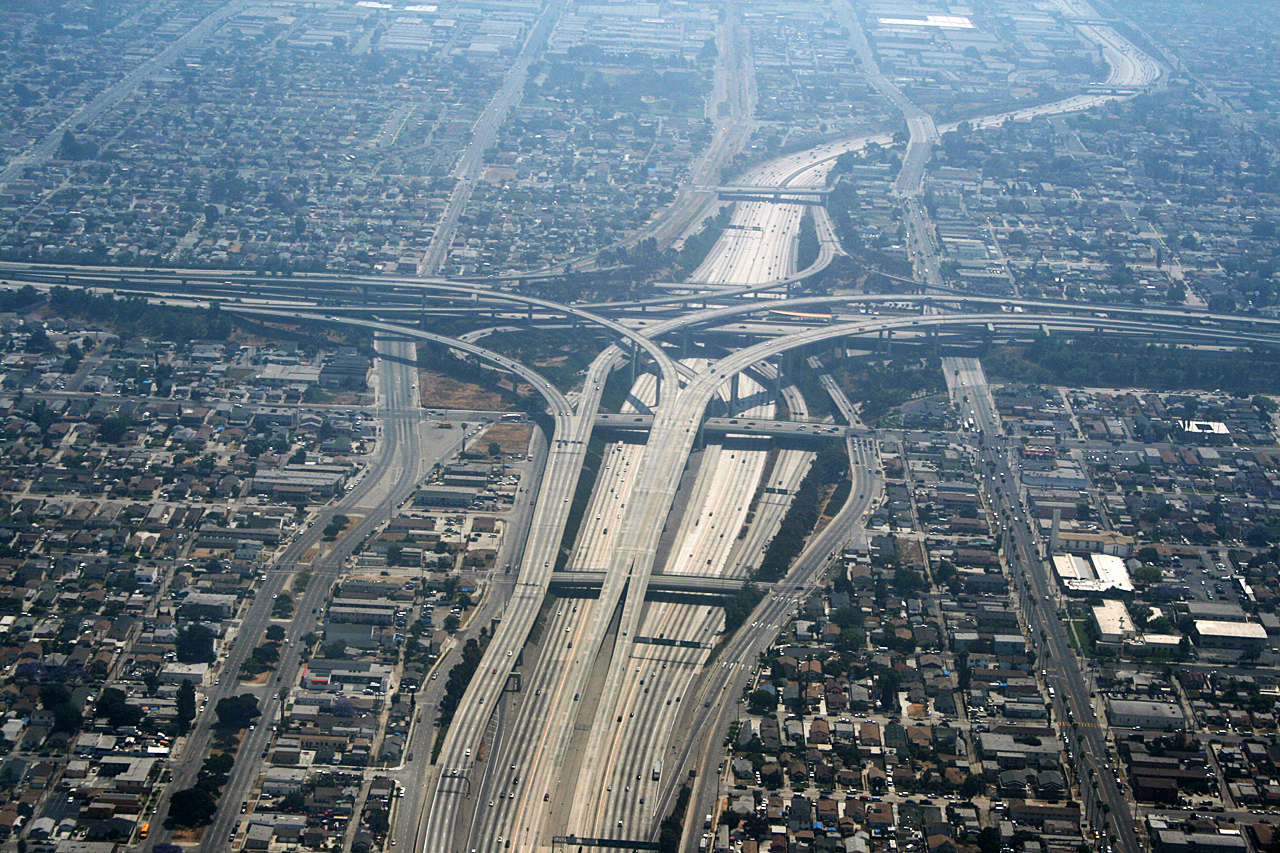
Автострада між 105-м та 110-м шосе, де знімали першу сцену фільму

Перша сцена у фільмі — «Traffic», виявилась дуже складною під час зйомок. Для того, щоб зняти номер, авторам довелося брати дозвіл на перекриття реальної розв'язки між 105-м и 110-м шосе у Лос-Анджелесі. Дорогу дозволили перекрити на декілька годин впродовж двох днів. Знімати доводилося в найспекотніші дні у році, коли температура досягала 37°. Режисер хотів зробити враження «нерозривності» сцени, ніби вона знята без дублів. Але у перший день знімання стояла сонячна погода, на другий день стало хмарно, що заважало ефекту сцени «без склейок». Танцювальний номер відшліфовували на репетиціях під час яких, Дам'єн Шазель репетирував рух камери на своєму iPhone. Для знімання сцени рухи знімального крану були розраховані до міліметра.
Для оператора фільму, шведа Лінуса Сандгрена головним завданням було не досягати великої реалістичності, щоб переходи до пісень не виглядали неприродними. Сцена «Planetarium» теж виявилася непростою. У обсерваторії Гріффіта заборонили торкатися стін і розташувати необхідне світло для знімання не виходило. Авторам фільму довелося будувати фальшиві стіни та розміщувати обладнання на них.
Тест-перегляди картини пройшли невдало, режисер був впевнений, що фільм провальний. Коли дирекція Венеціанського кінофестивалю попрохала фільм для відкриття, Дам'єн Шазель дуже нервував.

## Музика
Оригінальна музика до фільму та пісні були написані композитором Джастіном Гурвіцом, другом режисера. Він та Дам'єн познайомились у 18 років, коли Джастін шукав барабанщика в свій гурт. Гурвіц також працював разом із Шазелем над музикою до попередніх двох його фільмів. Слова до пісень написали Пасек і Пол (творчий дует авторів Бенджа Пасека та Джастіна Пола) не враховуючи пісню «Start a Fire», яка була написана Джоном Леджендом, Джастіном Гурвіцом та ін.

Першою композитор написав тему фільму — «Mia & Sebastian's Theme». Сам Джастін Гурвіц говорив, що робота над написанням музики для мюзиклу була вражаюча. Дам'єн Шазель згадував: 
«Ми з Джастіном завжди хотіли, щоб все було з оркестром, записувалося по-старомодному — всі разом в одній студійній кімнаті». 
«Це про пристрасть до мистецтва, про пристрасть до кохання і про пристрасть з якою ми підходимо до фільму: як ми його пишемо, знімаємо, як ми збираємось це показати на екрані» — так відгукувався про музику до фільму режисер Д. Шазелл.
Раян Гослінг вчився грати свої партії по декілька годин на день протягом 3-х місяців. Навіть після закінчення зйомок, за його словами, він продовжував насолоджуватися ними.
«Нам так пощастило мати цю музику, бо це справді щось особливе». 
Емма Стоун теж відгукувалася позитивно: 
«Джастін написав таку прекрасну музику. Люди завжди відмічають її, коли згадують фільм».
За пісню «City of Stars» та музику до фільму Джастін Гурвіц був нагороджений двома «Оскарами» на 89 цеременії вручення премії.

### Пісні
Коли музика була написана, команда почала шукати авторів пісень. Пасека і Пола знайшов менеджер фільму Річард Крафт. Після цього Бендж Пасек і Джастін Пол подзвонили Дам'єнові Шазелю та Дж. Гурвіцу, але ті відповіли їм «без особливого захвату». Режисер та композитор врешті зустрілись з дуетом, але як розповідає Бендж Пасек, вони з Полом почувались, немов переслідувачі, бо з'ясувалося, вони зупинились у тій самій будівлі, де жив Дж. Гурвіц:
«Коли ми повертались з обіду, наша машина зупинилась перед їхньою. І вони такі: „Хлопці, а ви що тут робите?“. Якби вони все-таки приїхали перші, вони б точно думали, що ми їх переслідуємо»
Наступного дня Пасек і Пол вже залишились працювати над матеріалом.

#### «City of Stars»
Перед тим як творчий дует вилетів до Лос-Анджелеса, Шазель і Гурвіц надіслали їм мелодію, яка називалась «Баллада». Спершу це мала бути пісня Мії, яку вона співає перед розставанням зі Себастьяном.

Дует написав багато матеріалу в літаку під час польоту, який їм залишалося відредагувати вночі. На наступний ранок хлопці піднялися на верхній поверх, де мешкав Гурвіц і проспівали йому свою версію. Джастіну Гурвіцу сподобався перший варіант слів:
«Це було саме те, що у фільмі. Треба було підправити тут і там, але фактично, ідеально вже тоді».
Коли пісню у виконанні Пасека і Пола вперше почув режисер, то був вражений:
«Мова була така проста, але елегантна та поетична. До цього ми намагались робити деякі аматорські тексти, але вони не лягали на пісню».

Те, що пісню не буде співати Емма Стоун, стало зрозуміло тільки після першої прочитки. Спершу режисер думав, що фортепіанних партій Себастьяна буде достатньо, щоб герой міг виразити свої емоції, але це виявилося не так. Тому пісню «City of Stars» віддали Себастьяну, а для Мії залишили «Audition», яка, на думку режисера, робить номер більш сильним.
«Якщо ти вже встановив таку мову, де люди співають про свої почуття, то має бути баланс» — пояснює Д.Шазелл.
Перша версія сценарію, не мала сцени, де герої сидять за фортепіано, натомість, був швидший номер.
«Вже на першій репетиції стало ясно, що це абсолютно не личить фільму. Ми мали якось відзначити момент, коли Міа робить п'єсу, а Себастьян вступає в новий гурт. Ми повернулись до дуету, тому що нам подобалась ідея повторюваної мелодії. Вийшло, що на початку Раян знайомить нас з нею, потім ви чуєте її знову і повністю в дуеті. Ми вирішили знімати це наживо і по-простому. Це мало контрастувати з двома великими номерами — „Planetarium“ і „Start a Fire“ Джона Ледженда» — розповідає Д.Шазелл
От, що говорить про характер пісні композитор Джастін Гурвіц:
«Це пісня про тугу. Спершу він співає про свої залицяння, після того, як запросив її на побачення. Він радісний, але також і обережний, він мав багато мрій, які не здійснились. Так що пісня має цю багатообіцяючу, оптимістичну солодкість, але також і сум. Коли ви чуєте пісню вдруге, їхні стосунки вже розвиваються, але вони перемикаються на кар'єру. Мені подобається, як вона адресована і стосункам, і професійним амбіціям, і з цієї причини відчувається інша сутність фільму, разом з головною любовною темою».

## Художня постановка
Девід Васко, художник-постановник, говорив, що «це була можливість зняти фільм про місто, яке ми глибоко любимо». Сенді Рейнолдс-Васко, декоратор, відмічала наявність у фільмі багатьох декорацій, «що промовляють до різних епох».

Мері Зофрес, художник по костюмах, розповідала:
«Ми пройшлися по всьому фільму, від сцени до сцени, я, Дам'єн, Девід Васко і Сенді Рейнолдс-Васко. Щось вічне разом з сучасною чуттєвістю було саме тим на що ми спирались. Коли Міа починала, в її одязі багато яскравих кольорів. З розвитком сюжету вона стає зрілішою, кольори втрачають свою важливість, зате з'являється витонченість».
Важливою умовою від режисера було знімати сцени «єдиним кадром». 
«Треба було показати, як камера може танцювати навіть разом з танцівниками» — говорив оператор Лінус Сандгрен.

## Хореографія
Менді Мур, хореограф, розповідала, що режисер хотів танці у старому стилі. Під час знімання першої сцени «Traffic», Менді Мур лежала під однією з машин на шосе, рахуючи кроки для танцівників протягом 47 дублів. Саме стільки знімали цей номер. Для нього потрібно було залучити 30 професійних танцівників і більше ніж 100 людей у масовці. Спершу репетиції проводили на парковці, а згодом на справжньому шосе о 3 годині ночі. Хореограф і режисер розмітили на папері, куди має рухатись камера. Потім це трансформувалось в 3-D модель з іграшковими машинками.
На підготовку танцювальних номерів з головними акторами пішло 2 місяці.

Для сцени у Гріффіт Парк, де герої танцюють на світанку, хореограф позичила деякі рухи з танців Фреда Астера та Джинджер Роджерс у фільмі «Циліндр» (1935). «Режисер хотів зняти все одним дублем» — пояснює М.Мур. Дам'єн Шазель хотів домогтися натуральності кольорів під час сходу сонця і в жодному разі не застосовувати постпродакшн. Тож на знімання сцени була виділена всього година, щоб спіймати це особливе світло. 
« Ця година дала нам можливість зробити 5 спроб. І зазвичай спроба № 1 була занадто світла, спроба № 5 темна. Ми знімали це протягом двох ночей, так що загалом в нас було 6 спроб. Танцювати на схилі і на асфальті при цьому не бувши танцівниками.» — говорить хореограф Менді Мур.

## Алюзії та впливи

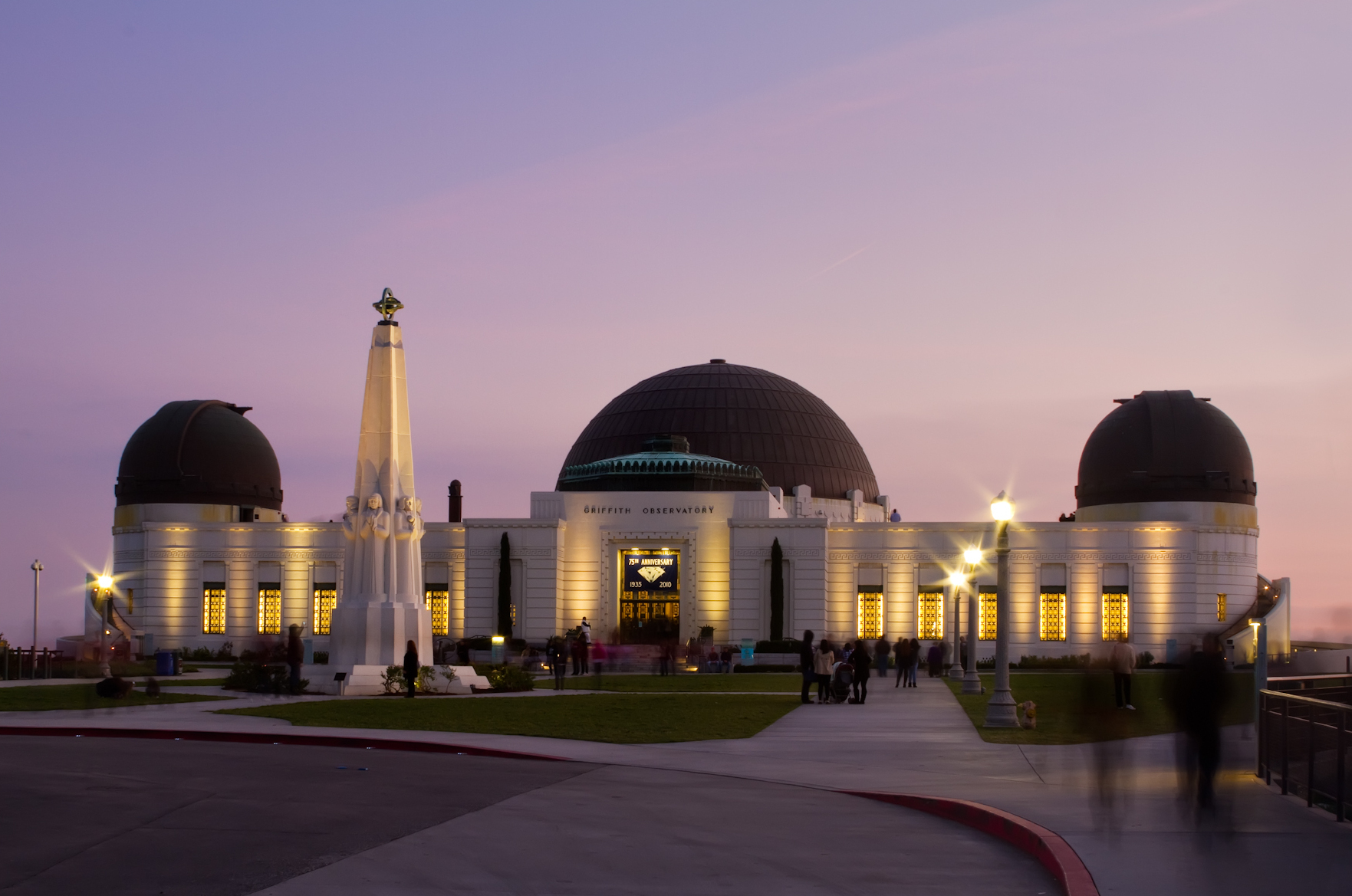
Обсерваторія Гріффіта

У фільмі наявна значна кількість кіноалюзій. З найвідчутніших впливів — мюзикли та музичні фільми 30-х — 60-х р.р.

##### «Бунтівник без причини»(1955)

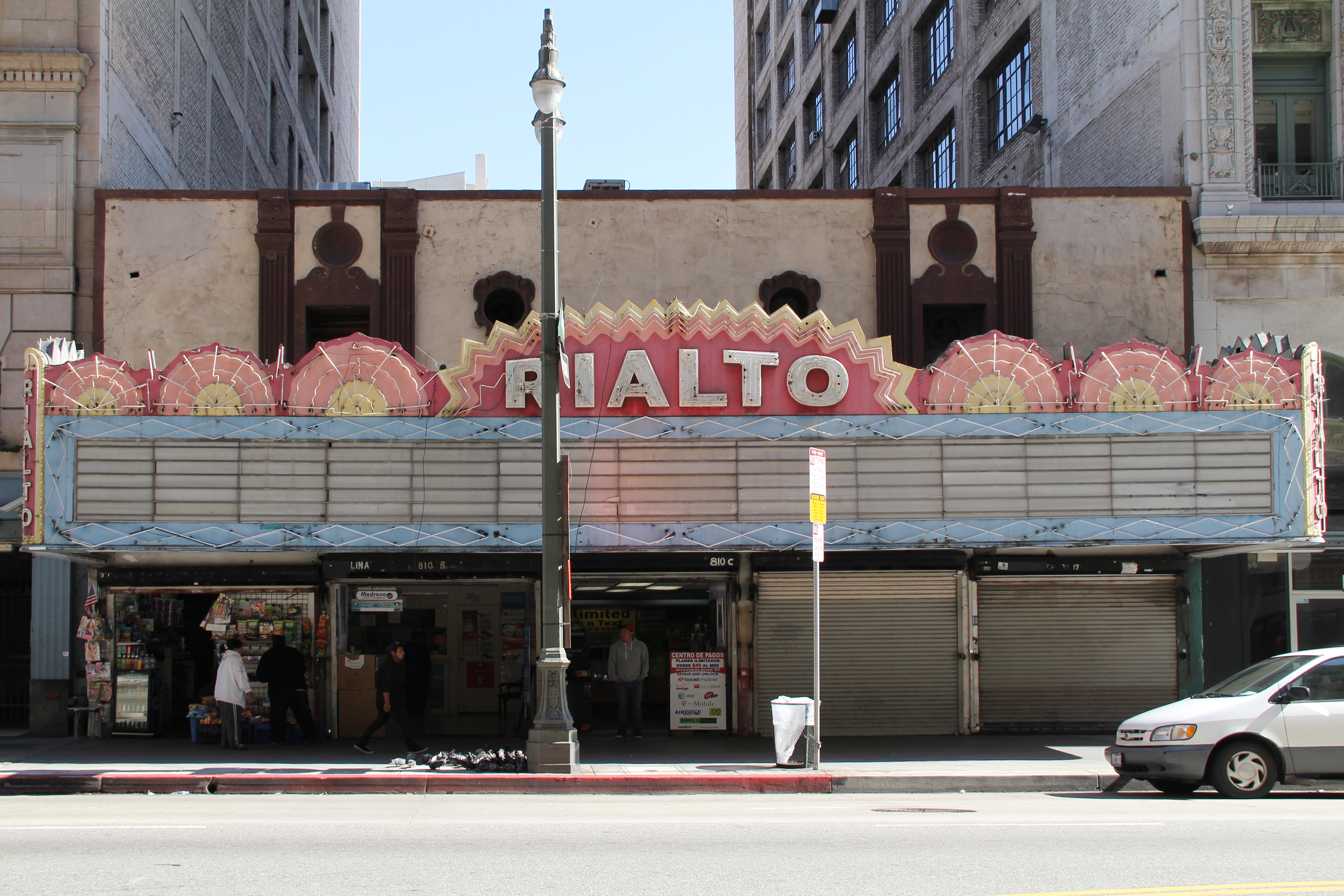
«Ріалто» — один з останніх однозальних кінотеатрів в Південній Каліфорнії. Місце першого побачення Себастьяна та Мії

Обсерваторія Гріффіта, яка розташована на південному схилі гори Голлівуд в Лос-Анджелесі, з'являється в кадрі у декількох десятках фільмів, але по-справжньому відомою вона стала після виходу «Бунтівника без причини» (1955). На сеанс саме цієї стрічки Себастьян (Раян Гослінг) запрошує Мію (Емма Стоун) в «Ріалто», один з останніх однозальних кінотеатрів Південної Каліфорнії. Перед драматичною фінальною сценою плівка спалахує і показ припиняється. У героїні виникає ідея вирушити до того самамого місця, яке вони тільки-но бачили на екрані.
Як і герой Джеймса Діна, персонаж Раяна Гослінга відчуває гостре почуття незадоволеності життям. Головний герой «Бунтівник без причини» протестував проти батьків і монотонного перебігу життя — Себастьян повстає проти смаків натовпу. Його дратує недалекість і байдужість сучасників. «Все навколо всім захоплюються, але ніхто нічого по-справжньому не цінує», — говорить він дівчині про жителів Лос-Анджелеса, пояснюючи їй, що таке справжній джаз.

##### «Дівчата з Рошфора»(1967),«Шербурзькі парасольки»(1964)
«Я обожнюю фільми Жака Демі», — говорив Д. Шазелл. Вплив першої кінокартини відчувається на початку «Ла-Ла Ленду», де ми бачимо сцену дорожнього затору. На початку фільму «Дівчата з Рошфора» теж є аналогічний номер з танцями на автомобільному поромі. Двері з написом «Parapluies» і розбивка фільму на розділи з назвами сезонів року — явна алюзія до «Шербурзьких парасольок», інший відомій картині того ж режисера.
Якби не гра Катрін Деньов і музика Мішеля Леграна, сентиментальні «Шербурзькі парасольки» могли б бути одним з багатьох фільмів про закоханих, яким не судилося бути разом. Але, з'єднавши всі ці компоненти, Жак Демі створив фільм особливого жанру — мелодраматичний мюзикл. Тут немає місця хепі-енду — ми розуміємо, що любов героїв закінчилася, але їхнє життя триває.

##### «Співаючи під дощем»(1952)
Проводячи Мію до парковки її автомобіля, Себастьян починає крутитись навколо вуличного ліхтаря. Це достатньо поширена і очевидна алюзія до фільму «Співачи під дощем», яка часто використовується в кіно. Але це не єдине посилання до фільму Джина Келлі і Стенлі Донена, що наявне у «Ла-Ла Ленд». У їх числі також колажі з неонових вивісок, сцени діалогів на тлі кінознімальних майданчиків та фінальний номер, що звучить, як гімн на славу акторської професії.

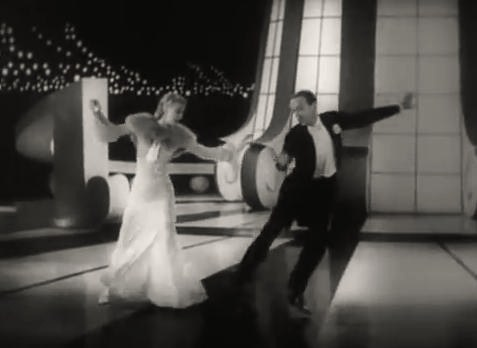
Фред Астер і Джинджер Роджерс — легендарні зірки мюзиклів

##### «Циліндр»(1935),«Час свінгу»(1936)
Згадайте танцювальні степ-номери на лавочці у парку, що виглядають як незаплановані танцювальні імпровізації. Це данина Д. Шазелла класичним чорно-білим фільмам за участі Фреда Астера та Джинджер Роджерс, яким жанр мюзиклу до сьогодні зобов'язаний місцем в історії.

##### «Касабланка»(1942)
Головна героїня Мія працює бариста в кафе кіностудії, яке знаходиться навпроти будинку-декорації з культового фільму «Касабланка» (1942), де головну жіночу роль зіграла Інгрід Бергман. Судячи з постеру на стіні з її зображенням у кімнаті Мії, героїня є величезною шанувальницею таланту зірки кіно 40-х-50-х і, можливо, несвідомо повторює її долю в фільмі. Як і глядачі «Касабланки», глядачі «Ла-Ла Ленду» до самого фіналу сподіваються, що головні герої зможуть бути разом, проте, це виявляється неможливим.
Коли в 1987 р. студія Warner Bros спробувала перемонтувати заключний епізод «Касабланки», де головна героїня залишилася на землі в обіймах Ріка (Гамфрі Богарт), це миттєво перетворило культовий фільм в наївну і неправдоподібну мелодраму. Сценарій фільму передбачав два можливих варіанти фіналу, проте відзнятий був лише той, де закохані розлучаються назавжди. Так само і героям «Ла-Ла Ленда» доводиться жертвувати любов'ю заради виконання своєї мрії. Проте цікавим є також те, що чоловік Мії нагадує хлопця, з яким вона зустрічалася до Себастьяна.
Про «Касабланку» глядачу також нагадує не тільки ідея ностальгічної мелодії двох закоханих, яка неодноразово звучить у фільмі, але і фінальна сцена. Доля вперто зводить головних героїв разом: вони двічі випадково зустрінуться, перш ніж покохають один одного.

## Сприйняття

### Критика
Фільм отримав загальне визнання від кінокритиків. На вебсайті Rotten Tomatoes стрічка має рейтинг 93 % за підсумком 296 рецензій критиків, а її середній бал становить 8,7/10. На Metacritic фільм отримав 93 бали зі 100 на основі 53 рецензій, що вважається загальним визнанням.
Манохла Даргіс з The New York Times, зазначила, що «пан Шазелл робить мюзикл знову важливим». Пітер Треверс з Rolling Stone дав стрічці 4 зірки з 4-х і назвав улюбленим фільмом року, описуючи її як «гаряче чудо». Критик відмітив музичні номери, зокрема першу сцену. Майкл Філліпс з Chicago Tribune також хвалив першу сцену і відмічав гру Емми Стоун, заявляючи «вона вже є причиною переглянути фільм».
Кінокритик Олексій Бондарев дав стрічці 9 балів з 10-ти, написавши наступне: «Ла-Ла Ленд» — це справжнісінька голлівудська казка зі зворушливою любов'ю, з добре прописаним конфліктом, з чіткою і виразною структурою, гарною музикою і неймовірно зворушливим фіналом.

### Касові збори
За перший вікенд (12 —15 січня) українського прокату «Ла-Ла Ленд» заробив 3 048 582 гривні (111 819 доларів), посівши четверте місце в бокс-офісі. На фільм було продано 37 569 квитків, а його показали на 81 екрані за даними Kino-teatr.ua, за даними Box Office Mojo — на 86 екранах.
Під час допрем'єрного показу у США, що розпочався 9 грудня 2016 року, протягом першого тижня фільм показали у 5 кінотеатрах і він зібрав 881 104 $, що на той час дозволило йому зайняти 15 місце серед усіх прем'єр. Під час прем'єрного показу у США, що розпочався 25 грудня 2016 року, протягом першого тижня фільм показали у 734 кінотеатрах і він зібрав 9 242 782 $, що на той час дозволило йому зайняти 8 місце серед усіх прем'єр. Показ фільму тривав 140 днів (20 тижнів) і зібрав за цей час 151 101 893 доларів США в американському прокаті та 294 990 554$ у світі., тобто загалом 446 092 357 доларів США при бюджеті 30 млн доларів США.

### Нагороди й номінації
«Ла-Ла Ленд» став першим фільмом в історії премії «Золотий глобус», який отримав 7 нагород — він переміг у кожній категорії, в якій був номінований, включаючи наступні: найкращий фільм (комедія або мюзикл), найкращий режисер, найкращий актор (комедія або мюзикл), найкраща акторка (комедія або мюзикл). Попередній рекорд належав стрічкам «Пролітаючи над гніздом зозулі» (1975) Мілоша Формана і «Опівнічний експрес» (1978) Алана Паркера (6 нагород).
Фільм отримав 14 номінацій на премію «Оскар». До цього таку кількість номінацій отримували лише фільми «Все про Єву» (1950) та «Титанік» (1997). Загалом фільм виграв 6 премій «Оскар», ставши тріумфатором церемонії (Найкращий режисер, Найкраща акторка (Емма Стоун), Найкращий оператор, Найкраща оригінальна музика, Найкраща пісня, Найкращий художник-постановник).

## Конфуз на церемонії Оскар
«Ла-Ла Ленд» був одним з номінантів на премію «Оскар» в категорії Найкращий фільм разом зі стрічками «Місячне сяйво», «Огорожі», «Манчестер біля моря», «Лев», «Прибуття», «З міркувань совісті», «Будь-якою ціною», «Приховані фігури» на 89 церемонії вручення премії. Традиційно оголошення переможця в цій категорії відбувається в останню чергу, після проголошення переможців в номінації Найкращий актор та Найкраща акторка. Наприкінці церемонії на сцену вийшли актори Воррен Бітті та Фей Даннавей, щоб оголосити Найкращий фільм. Воррен Бітті відкрив конверт, але на якусь мить знітився, передав конверт своїй колезі й Фей Даннавей оголосила зі сцени, що переможцем стає фільм «Ла-Ла Ленд».

На сцену вийшла знімальна група картини. Продюсери вже проголошували слова подяки, але через кілька хвилини на сцені з'явились організатори, які почали перевіряти конверт. Після цього продюсер стрічки Джордан Горовіц підійшов до мікрофону і оголосив, що Найкращим фільмом стає «Місячне сяйво» і «це не жарт». Спершу публіка не зрозуміла, як реагувати на це, але після того, як Джордан Горовіц показав конверт з написом «Місячне сяйво», всі присутні піднялись і почали аплодувати. Наступним до мікрофону підійшов ведучий церемонії Джиммі Кіммел, щоб вибачитись перед глядачами. Потім слово взяв Воррен Бітті, який хотів розтлумачити ситуацію:
«Я відкрив конверт і там було написано Емма Стоун „Ла-Ла Ленд“. Ось чому я так довго дивився на Фей і на вас. Я не намагався бути кумедним. Це „Місячне сяйво“ найкращий фільм».